# Sergio Hernández (football)
Sergio Alejandro Hernández (né le 30 janvier 1971 au Venezuela) est un joueur de football international vénézuélien, qui évoluait au poste de défenseur.

## Biographie

### Carrière en club
Avec le Deportivo Táchira, il remporte un titre de champion du Venezuela.

### Carrière en sélection
Avec l'équipe du Venezuela, il joue entre 1993 et 1996. 
Il figure dans le groupe des sélectionnés lors des Copa América de 1993 et de 1995.
Il joue 10 matchs comptant pour les tours préliminaires de la coupe du monde, lors des éditions 1994 et 1998.

## Palmarès
Deportivo Táchira
- Championnat du Venezuela (1) :
  - Champion : 1999-00.